# 1889 a tudományban
Az 1889. év a tudományban és a technikában.

## Matematika
- Arthur Cayley brit matematikus publikálja cikkét, mely tartalmazza a Cayley-formulát

## Genetika
- Hugo de Vries holland botanikus Intracellular pangenezis (Sejten belüli pángenezis)[1]

## Születések
- január 17. – Ralph Fowler angol fizikus, csillagász († 1944)
- január 27. – Mihályi József precíziós műszerész, több forradalmi fényképészeti műszaki újítás megalkotója († 1978)
- május 1. – Lambrecht Kálmán magyar paleontológus († 1936)
- április 21. – Paul Karrer oroszországi születésű Nobel-díjas svájci kémikus († 1971)
- május 14. – Zechmeister László magyar vegyészmérnök, egyetemi tanár, akadémikus († 1972)
- július 18. – Axel Boëthius svéd művészettörténész, régész, az etruszk kultúra egyik legismertebb kutatója † 1969)
- november 20. – Edwin Hubble amerikai csillagász, többek között a kozmikus vöröseltolódás felfedezője  († 1953)
- december 21. – Sewall Wright amerikai genetikus, az evolúciós elméleten végzett befolyásos munkájáról és az útvonalanalízis kidolgozásáról ismert († 1988)

## Halálozások
- március 16. – Ernst Wilhelm Leberecht Tempel német csillagász, litográfus (* 1821)
- március 18. – Rómer Flóris magyar régész, művészettörténész, egyetemi tanár, a Magyar Tudományos Akadémia tagja (* 1815)
- április 9. – Michel-Eugène Chevreul francia kémikus (* 1786)
- április 19. – Warren de la Rue angol vegyész, csillagász  (* 1815)
- július 30. – Miles Joseph Berkeley angol botanikus (* 1803)
- augusztus 15. – Elias Loomis amerikai matematikus és csillagász (* 1811)
- október 11. – James Prescott Joule angol fizikus, róla nevezték el a joule mértékegységet (* 1818)